# All Systems Go (canción de Donna Summer)
«All Systems Go» (en español: «Todos los sistemas listos») es el tercer y último sencillo del álbum homónimo de la cantante Donna Summer. Tuvo un éxito menor y alcanzó el #54 en el UK Singles Chart. Este trabajo significaría su última relación con la discográfica Geffen.

## Antecedentes y repercusiones
Al principio de la década de los 80, Summer había firmado contrato con el nuevo sello Geffen, el cual se hizo de expectativas bastante altas respecto a la artista, que había adquirido bastante éxito y renombre durante la década de los 70. Después de estar inconforme con los resultados de sus primeros álbumes, reclutó al productor Michael Omartian (quien había producido el exitoso She Works Hard for the Money) para trabajar con Summer en Cats Without Claws. Irónicamente, el álbum no tuvo el mismo éxito que su antecesor y fue considerado otro traspié para la discográfica.
Después de mantenerse tres años sin nuevo material, Summer trabajó con su antiguo colaborador Harold Faltermeyer para la composición y producción de All Systems Go, el cual fue lanzado en 1987. Sin embargo, el proyecto tuvo bastante menos éxito que el anterior (aunque archivó una aceptación menor en algunos países europeos), lo cual provocó un deterioro en la relación de Summer con el sello, las cuales ya habían empeorado tras el lanzamiento de Cats Without Claws.
Tras el quiebre, Summer continuó trabajando con Warner Bros. para la distribución de su trabajo en Europa, y firmó contrato con Atlantic para la producción del futuro álbum Another Place and Time. Nuevamente el trabajo bajo otro sello diferente a Geffen fue un éxito comercial (principalmente en el Reino Unido) gracias al hit "This Time I Know It's for Real", el cual fue Top 10 en varios países, incluido Estados Unidos.

## Sencillos
- EU 7" sencillo (1988) Warner Bros. UK U 8122 / GER 258 122-7[1][2]

1. «All Systems Go» - 3:50
2. «Bad Reputation» - 4:22

- EU 12" sencillo (1988) Warner Bros. 258 105-0[3]

1. «All Systems Go» (remix extendido) - 8:03
2. «All Systems Go» (editada) - 3:50
3. «Bad Reputation» - 4:22

- US 12" promo (1988) Geffen PRO-A-3036[4]

1. «All Systems Go» (Dance mix) - 8:03
2. «Fascination» (versión LP) - 4:28

## Posicionamiento
| Lista/País (1980) | Posición más alta |
| ----------------- | ----------------- |
| UK Singles Chart  | 54                |